# Diecezja Ruhengeri
Diecezja Ruhengeri (łac. Dioecesis Ruhengeriensis, ang. Diocese of Ruhengeri) – rzymskokatolicka diecezja ze stolicą w Ruhengeri, w Rwandzie. Jest sufraganią archidiecezji kigalijskiej. 

## Historia
Diecezja powstała w 1960 roku mocą decyzji papieża Jana XXIII.